# Herinneringskruis voor Dames (Roemenië)
Het Herinneringskruis voor Dames, een bronzen Roemeens of herkruist kruis met een vergulde rand werd na de Russisch-Turkse Oorlog van 1877/78 gesticht door koning Carol I van Roemenië.
De onderscheiding werd aan dames die zich om de gewonden en zieken hadden bekommerd verleend. Het medaillon draagt op de voorzijde in vergulde letters het gekroonde koninklijke monogram van koningin Elisabeth van Roemenië en op de keerzijde de tekst "ALINARE SI MANGARE" op de ring en de jaartallen "1877/1878" in het medaillon. Het lint is lichtblauw met een zilveren rand en de orde werd aan een strik op de linkerschouder gedragen. Er zijn ook vergulde kruisen met een wit geëmailleerd medaillon met daarop een gouden monogram en een gouden kroon bewaard gebleven. Men kent ook kruisen aan een draaglint voor op de borst.
In Duitsland noemt men de orde wel "Elisabeth-Orden", al is dat minder juist.
Orde van Michaël de Dappere ·
Orde van Carol I ·
Koninklijke Bene Merenti Orde ·
Orde van de Ster van Roemenië ·
Herinneringskruis voor Dames ·
Orde van het Kruis van Koningin Maria ·
Orde van Verdienste ·
Orde voor Trouwe Dienst ·
Orde van Verdienste voor de Landbouw ·
Orde van de Kroon van Roemenië ·
Orde van Ferdinand I ·
Orde voor Culturele Verdienste ·
Ereteken van de Roemeense Adelaar ·
Orde voor Dappere Vliegeniers ·
Orde van de Ster van de Volksrepubliek Roemenië ·
Held van de Socialistische Republiek Roemenië ·
Heldenmoeder van de Socialistische Republiek Roemenië ·
Held van de Socialistische Arbeid ·
Orde van de Overwinning van het Socialisme ·
Orde van Wetenschappelijke Verdienste ·
Orde van Medische Verdienste ·
Orde van Tudor Vladimirescu ·
Orde van de Ster van de Socialistische Republiek Roemenië ·
Orde van de Arbeid ·
Held van de Nieuwe Agrarische Revolutie

Zie ook: Ridderorden in Roemenië